# Нідервюршніц
Нідервюршніц (нім. Niederwürschnitz) — громада в Німеччині, розташована в землі Саксонія. Входить до складу району Рудні Гори. Складова частина об'єднання громад Лугау.
Площа — 6,06 км2. Населення становить 2573 ос. (станом на 31 грудня 2020).